# Sociedad Mercantil Estatal de Gestión Inmobiliaria de Patrimonio
La Sociedad Mercantil Estatal de Gestión Inmobiliaria de Patrimonio (también conocida por sus siglas SEGIPSA) es una empresa pública española propiedad del Gobierno de España, a través del Ministerio de Hacienda, que realiza para la Administración General del Estado y a los organismos dependientes de esta todo tipo de actuaciones que se le encomienden sobre los bienes o derechos patrimoniales que integran el patrimonio público o que sean susceptibles de serlo.
Asimismo, también realiza trabajos de formación y mantenimiento del Catastro Inmobiliario que corresponden a la Dirección General del Catastro en virtud del artículo 4 de la Ley del Catastro Inmobiliario.

## Historia
La Sociedad Mercantil Estatal de Gestión Inmobiliaria de Patrimonio M.P., S.A., se constituyó el 14 de febrero de 1977, con el nombre de Viviendas Sociales de Madrid, S.A. (VISOMSA). Posteriormente, el 9 de enero de 1984, cambió su denominación social por la de Sociedad Estatal de Gestión para la Rehabilitación y Construcción de Viviendas, S.A., pasando a depender íntegramente de la Dirección General del Patrimonio del Estado. El 21 de mayo de 1992 se modificó de nuevo la denominación social, que pasó a ser la de Sociedad Estatal de Gestión Inmobiliaria de Patrimonio S.A. Con fecha 11 de noviembre de 2016, se modifica, de nuevo, la denominación social, adoptando el nombre de SEGIPSA, Sociedad Mercantil Estatal de Gestión Inmobiliaria de Patrimonio, S.A. Por último, el 17 de mayo de 2017, adopta su denominación social actual.
Con fecha 18 de septiembre de 2012, el accionista único de SEGIPSA aprobó la fusión por absorción de Inmobiliaria de Promociones y Arriendos, S.A. (IMPROASA) e Infraestructuras y Equipamientos Hispalenses, S.A. (INFEHSA), en cumplimiento del Acuerdo del  Consejo de Ministros de 16 de marzo de 2012, publicado por Orden HAP/583/2012, de 20 de marzo. La fecha de efectos contables de esta fusión por absorción fue el 1 de enero de 2012, formalizándose la escritura pública de la fusión el 25 de octubre de 2012, y su inscripción en el  Registro Mercantil de Madrid el 11 de diciembre de 2012.

## Estructura empresarial

### Accionariado
SEGIPSA es una empresa 100 % pública, cuyo único accionista es el Ministerio de Hacienda, a través de la Dirección General del Patrimonio del Estado.

### Consejo de Administración
El Consejo de Administración de la empresa está constituido por 12 miembros, en su mayoría funcionarios de la Administración General del Estado, así como dos miembros no consejeros. A fecha de 6 de agosto de 2022, estos eran los consejeros:
| Consejero                       | Cargo                                                                                       | Ministerio                                                |
| ------------------------------- | ------------------------------------------------------------------------------------------- | --------------------------------------------------------- |
| Inés Bardón Rafael              | Presidenta                                                                                  |                                                           |
| Bernardino Pérez Crespo         | Subdirector general del Patrimonio del Estado                                               | Ministerio de Hacienda                                    |
| Isidro González de Vega Castro  | Asesor del Gabinete de la Presidencia del Gobierno                                          | Presidencia del Gobierno                                  |
| Alicia García-San Miguel Bossut | Oficial mayor                                                                               | Ministerio de Agricultura, Pesca y Alimentación           |
| Ignacio Giménez Coloma          | Director del Gabinete Técnico de la Subsecretaría del Interior                              | Ministerio del Interior                                   |
| Begoña Blanco Gaztañaga         | Vocal asesora del Gabinete Técnico de la Subsecretaría de Hacienda                          | Ministerio de Hacienda                                    |
| José Ignacio Fuentes Gómez      | Subdirector adjunto de Coordinación y Gestión Presupuestaria.                               | Ministerio de Hacienda                                    |
| Jesús Puebla Blasco             | Subdirector general de Gestión Catastral, Colaboración y Atención al Ciudadano              | Ministerio de Hacienda                                    |
| Eva María Lidón Gámez           | Subdirectora general de Autorizaciones, Conductas de Mercado y Distribución                 | Ministerio de Asuntos Económicos y Transformación Digital |
| Pedro Cañas Navarro             | Interventor delegado                                                                        | Ministerio de Ciencia e Innovación                        |
| Carmen Timermans Palma          | Jefa de la Unidad de Apoyo de la Dirección General de Comercio Internacional e Inversiones. | Ministerio de Industria, Comercio y Turismo               |

### Lista de Presidentes
| Nombre                                                       | Período     |  |
| ------------------------------------------------------------ | ----------- |  |
| Daniel Regalado Aznar (VISOMSA)                              | 1977 - 1981 |  |
| Ángel González Chillón (S.G.V)                               | 1981 - 1982 |  |
| Ramón Muñagorri Triana (S.G.V)                               | 1982 - 1990 |  |
| Fernando Carvajal Sánchez                                    | 1990 - 1991 |  |
| Carlos Díaz Húnde (Administrador único) - José Pérez y Pérez | 1991 - 1997 |  |
| Juan Manuel Betés de Toro                                    | 1997 - 2002 |  |
| Miguel del Val Alonso                                        | 2002 - 2005 |  |
| Juan Antonio Blanco-Magadán Amutio                           | 2005 - 2012 |  |
| Alicia Díaz Zurro                                            | 2012 - 2016 |  |
| Emilio Calderón Seguro                                       | 2017 - 2020 |  |
| Héctor Izquierdo Triana                                      | 2020 - 2022 |  |
| Inés Bardón Rafael                                           | 2022 -      |  |

### Sedes
SEGIPSA tiene tres sedes; la principal se encuentra en la calle José Abascal 4, planta tercera, de Madrid. Su segundo centro de trabajo, el Centro de Almacenamiento de Documentación Administrativa, se ubica en el Paseo del Tren Talgo 10, en Las Rozas de Madrid. Y el tercero se encuentra en el edificio Madrid Río 55, en la Calle del Mármol, en Madrid.